# Egremont, Massachusetts
Egremont är en kommun (town) i Berkshire County i delstaten Massachusetts, USA. Vid folkräkningen år 2000 bodde 436 personer på orten. Den har enligt United States Census Bureau en area på totalt 49,1 km² varav 0,3 km² är vatten.

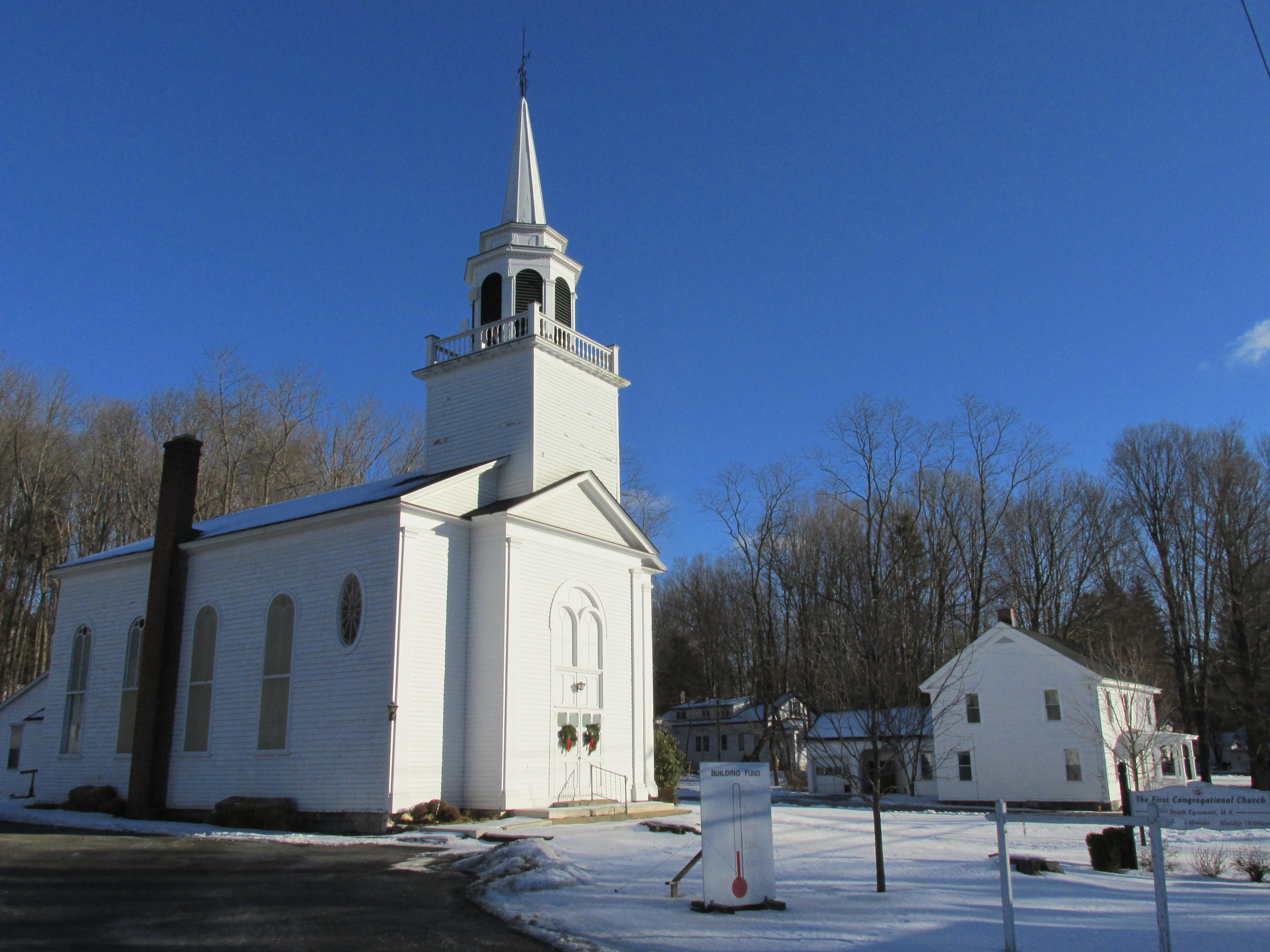